# Innviertel

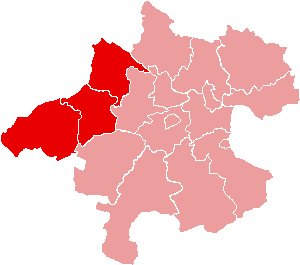
Innská čtvrť na pozadí Horních Rakous

Innviertel (česky Innská čtvrť) je jednou ze čtyř tradičních historických částí („čtvrtí“ – byť netvoří přesně 1/4 území) rakouské spolkové země Horní Rakousy. (Další hornorakouské „čtvrti“ jsou Hausruckviertel, Mühlviertel a Traunviertel.) Své jméno má po řece Inn, která tvoří západní hranici Horních Rakous a Innské čtvrti s německým Bavorskem. Centrem oblasti je město Braunau am Inn. V současné době je tato historická oblast dělena na okresy: Braunau, Ried a Schärding. Na území o rozloze 2244 km² (polovina Českého Slezska) žije zhruba 218 000 lidí.

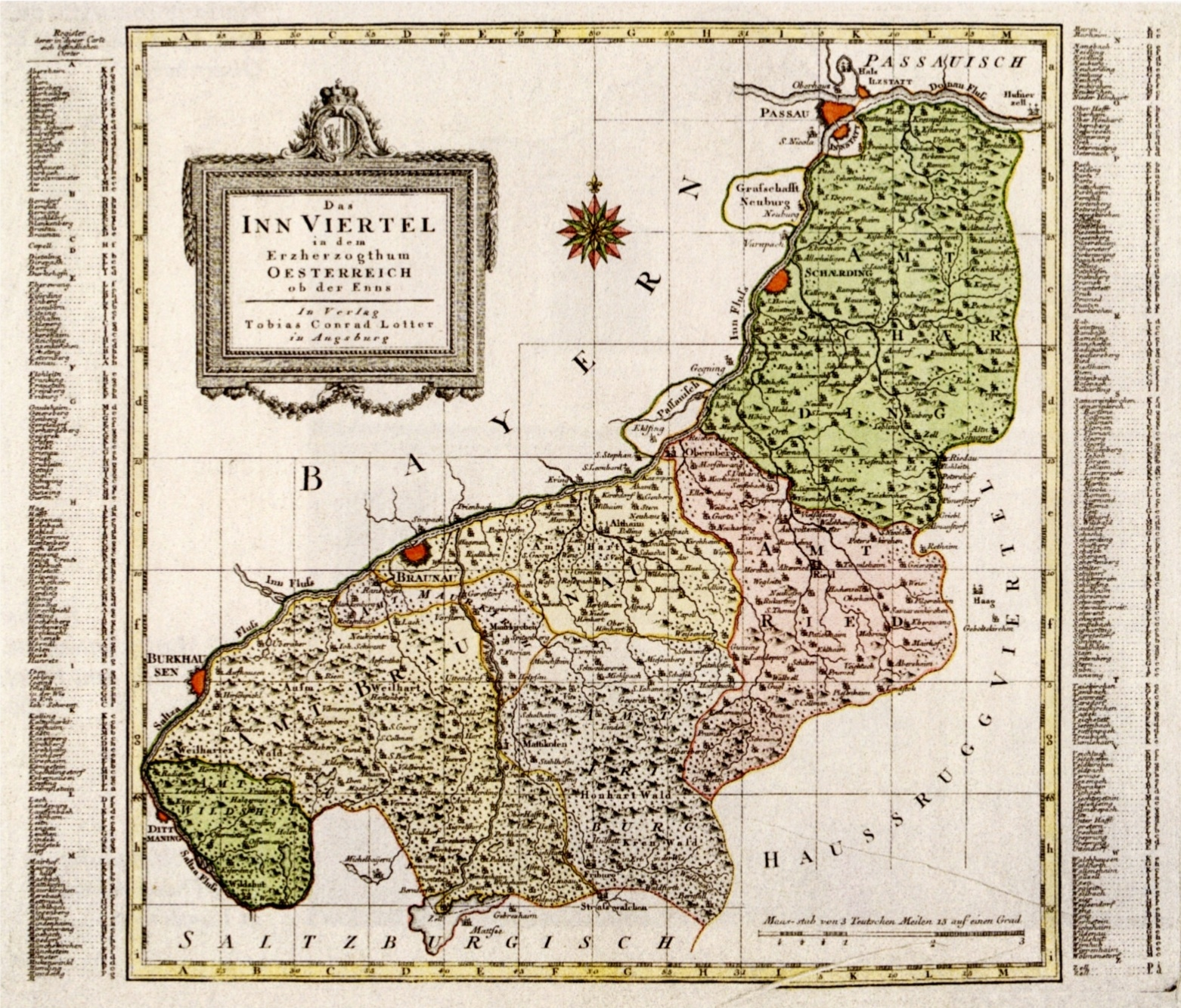
Mapa Innviertelu od Tobiase C. Lottera (1779)

Innská čtvrť patří k Rakousku teprve od roku 1779, kdy k němu (resp. tehdy k Habsburské monarchii) byla připojena tzv. Těšínským mírem, kterýmžto aktem dne 13. května t.r. skončila válka o bavorské dědictví. Rakouské arcivévodství získalo tímto mírem historické bavorské území, do té doby zvané Innbaiern („Innské Bavory“), ale soustátí na severu definitivně ztratilo ve prospěch Prusů Kladsko a většinu území Slezska. Porakoušťování nově nabytého území nebylo rozhodně bezproblémové a rychlé; zejména josefinské reformy se setkávaly s pasivním odporem obyvatelstva, které již z předchozích dob mělo tradici odporu vůči habsburské moci (Bavorské lidové povstání). V letech 1809/10–1816 byla Innská čtvrť opět připojena k Bavorsku, jakožto důsledek potupného, Napoleonem nadiktovaného Schönbrunnského míru. Po Vídeňském kongresu bylo území s konečnou platností připojeno k Horním Rakousům v rámci Rakouského císařství a zůstalo součástí Rakouska i po rozpadu monarchie. Nicméně, udrželo se tu svébytné etnicko-kulturní povědomí, zvýrazňované i místní variantou němčiny, odlišnou od té rakouské a velmi blízkou k bavorštině.